# Горшенин, Пётр Борисович
Пётр Борисович Горшенин (род. 24 июня 1967, Ростов-на-Дону, РСФСР, СССР) — российский художник пластических спецэффектов в кино.
Президент гильдии художников-гримёров Союза кинематографистов РФ.
Дважды лауреат премии «Золотой орёл» за лучшую работу художника по гриму и пластическим спецэффектам (2018, 2022).

## Биография
Родился 24 июня 1967 года в Ростове-на-Дону. Детство прошло в Москве и Московской области.
Окончил Московский архитектурный институт.
Создатель и художественный руководитель студии FX Design Group Int., занимающейся пластическими спецэффектами в кино (пластическим гримом, аниматроникой и муляжами), принимавшей участие в создании картин «Утомлённые солнцем 2», «Утомлённые солнцем 2», «Высоцкий. Спасибо, что живой», «Вий» и других. Для фильма «Фауст» режиссёром Сокуровым была поставлена задача придумать и создать единственного персонажа — гомункулуса, который должен был умещаться в колбу высотой около шестидесяти сантиметров и при этом улыбаться, смотреть на героев, дышать и пускать пузыри.
Является президентом гильдии художников-гримёров Союза кинематографистов РФ.
С детства занимался музыкой, сочинительством, играл в нескольких рок-группах, в 90-х годах гастролировал. Несколько произведений звучат в фильме Ю. Кары «Я — кукла».
В 2018 году за работу в фильме «Последний богатырь» удостоен  премии «Золотой орёл» за лучшую работу художника по гриму и пластическим спецэффектам. В 2022 году был вновь награждён этой премией за фильм «Последний богатырь: Корень зла».

## Избранная фильмография
- 2004 — Ночной дозор
- 2005 — Мастер и Маргарита
- 2007 — 12
- 2008 — Особо опасен (prosthetics supervisor)
- 2008 — Морфий
- 2010 — Утомлённые солнцем 2
- 2011 — Утомлённые солнцем 2
- 2011 — Высоцкий. Спасибо, что живой
- 2014 — Вий
- 2015 — Орлеан
- 2015 — Хардкор
- 2017 — Последний богатырь
- 2021 — Последний богатырь: Корень зла

## Клипы
- 2017 — Кольщик — «Ленинград»
- 2017 — FATA MORGANA[4] — «Oxxxymiron» feat «Markul»